# Michel de Kiev
Pour les articles homonymes, voir Saint Michel.
Michel de Kiev, mort en 992, est le premier métropolite de Kiev et de toute la Russie. Considéré comme saint il est  célébré le 30 septembre.